# Голев, Иван Петрович
Иван Петрович Голев (13 августа 1805 — 9 октября 1880, Самара) — русский офицер, генерал-майор (1855), участник  русско-турецкой войны 1828-1829 годов, Польского похода, Венгерского похода, герой обороны Севастополя 1854—1855 годов.

## Биография
Происходил из дворян Санкт-Петербургской губернии, сын майора, участника войны 1812 года, за отличие в сражении при Прейсиш-Эйлау награждённого золотой шпагой, родился 13 августа 1805 года.
Лишившись родителей в раннем детстве, он был помещен в Императорский военно-сиротский дом, откуда выпущен 8 августа 1823 года прапорщиком в Томский пехотный полк. 25 июля 1825 года произведён в подпоручики.
В 1828—1829 годах Голев принимал участие в Турецкой войне, был в сражениях при Калафате и Боелештах, при взятии штурмом Ралова, и за отличия в сражении при Боелештах 7 января 1829 года произведён в поручики.
В 1831 году сражался в Польше с повстанцами.
29 ноября 1834 года произведён в штабс-капитаны и 6 декабря 1837 года — в капитаны. 8 мая 1840 года Голев получил чин майора с переводом в Екатеринбургский пехотный полк, в который, однако, не прибыл, оставшись в Томском полку, где с 29 апреля 1842 года командовал батальоном. 8 сентября 1845 года был произведён в подполковники.
В 1849 году Голев, состоя в отряде генерала Гротенгельма, принял участие в Венгерской кампании, 9 июня в стычках при Иллова-Маре он командовал средней колонной, состоявшей из 3-го батальона Томского полка, австрийского дивизиона и небольшой казачьей части, и обратил неприятеля в бегство, затем был в делах при селениях Фельдре, Русборге, Альдорфе, Быстрице, Гдлаце и Серет-Фальва. 7 июля Голев, прекрасно владевший немецким и молдавским языками, был назначен временным комендантом города Черновиц в Буковине и занимал эту должность до конца войны. За Венгерскую кампанию он был награждён орденами св. Владимира 4-й степени с бантом (22 марта 1850 года) и австрийским Железной короны 2-й степени (14 сентября 1850 года) и чином полковника (25 сентября 1849 года, со старшинством от 9 июня).
10 января 1850 года Голев был назначен командиром Камчатского егерского полка.
В начале Восточной войны, в 1853 году полк Голева содержал передовые посты по Дунаю и участвовал в военных действиях у Ольтеницы; 27—28 февраля 1854 года Голев, командуя пехотой отряда, безуспешно атаковавшего Туртукай, показывал своим подчинённым примеры непоколебимого мужества. Вскоре он с полком своим принял ближайшее участие в осаде Силистрии и прикрыв затем отступление российского осадного корпуса из-под Силистрии.
По отступлении армии в пределы России Камчатский полк отправлен был к Севастополю, в который вступил 8 декабря 1854 года, начав свою боевую службу здесь на левой половине оборонительной линии, преимущественно на Малаховом кургане. 26 февраля 1855 года заложен был люнет в 250 саженях впереди Малахова кургана, а 27-го продолжение сооружения и удержание его было возложено на Камчатский полк, отчего этот люнет назван Камчатским. Одиннадцать дней затем Голев со своим полком не сходил с нового, самого передового укрепления оборонительной линии Севастополя, на который был направлен яростный штуцерный и артиллерийский огонь неприятеля; за это время выбыло из строя более половины полка.
В ночь на 11 марта предпринята была генералом Хрулёвым большая вылазка с Камчатского люнета для уничтожения неприятельских апрошей. Голев командовал правым флангом войск, посланных на вылазку. Опрокинув французов, несмотря на сильнейший огонь с их стороны, он занял левую часть их подступов и атаковал их первую параллель, причём 4-й батальон перебил прислугу английской батареи и опрокинул её орудия. Затем Голев по приказанию Хрулёва начал отводить назад войска своей колонны, но заметив, что неприятель переходит в наступление, двинулся против него с фронта, послав батальон Волынского полка в обход правого его фланга. Опрокинутые французы бежали и за ними в первую параллель ворвались днепровцы и камчатцы.
Назначенный начальником пехоты 3-го отделения оборонительной линии, Голев находился на 3-м бастионе с 17 апреля по 6 августа и своим мужеством и распорядительностью много способствовал отбитию атаки англичан 26 мая на передовые линии 3-го отделения и отражению штурма 6 июня от самого бастиона. 6 августа он был ранен и контужен в голову осколком бомбы, после чего был отправлен сперва на Северную сторону, а потом в Аул-Дуванку, где и находился до излечения.
За свои заслуги в Крымскую войну Голев был награждён в 1854 году орденом св. Владимира 3-й степени с мечами за Силистрию и в 1855 году дважды получил золотое оружие с надписью «За храбрость».
Произведённый 14 июля 1855 года в генерал-майоры Голев 29 октября был назначен командиром 2-й бригады 10-й пехотной дивизии, но уже 16 декабря 1856 года вышел в отставку по болезни, после чего поселился в Москве. В начале 1870-х годов Голев переселился в Самару, в семью старого своего подчиненного и друга, на руках которого скончался 9 октября 1880 года.
Похоронен Самаре в Иверском девичьем монастыре. На его похоронах был выставлен почётный караул Гурийского пехотного полка.
Участник обороны Севастополя М. А. Вроченский, сражавшийся вместе в Голевым на Камчатском люнете, характеризовал Голева как «достойнейшего человека».

## Награды
Среди прочих наград Голев имел ордена:
- Орден Святого Владимира 4-й степени с бантом (22 марта 1850 года)
- Орден Святого Георгия 4-й степени (26 ноября 1850 года, за беспорочную выслугу 25 лет в офицерских чинах, № 8378 по кавалерскому списку Григоровича — Степанова)
- Орден Святой Анны 2-й степени (1851 год)
- Орден Святого Владимира 3-й степени (10 ноября 1854 года)
- Золотая полусабля с надписью «За храбрость» (за оборону Севастополя, 29 июня 1855 года)
- Золотая шпага с надписью «За храбрость» и алмазными украшениями (За отбитие штурма Севастополя 6 июня, 24 августа 1855 года)
- Австрийский орден Железной короны 2-й степени (14 сентября 1850 года)